# Duzluk
Duzluk je naselje u Republici Hrvatskoj, u sastavu Grada Orahovice, Virovitičko-podravska županija. 

## Kultura
Iznad sela Duzluka nalaze se ruševine utvrđenog srednjekovnog grada Ružice grada (Velike utvrde Orahovice).

## Stanovništvo
Prema popisu stanovništva iz 2001. godine, naselje je imalo 201 stanovnika te 76 obiteljskih kućanstava.
| broj stanovnika | 405   | 449   | 424   | 417   | 424   | 490   | 422   | 436   | 284   | 296   | 292   | 242   | 241   | 242   | 201   | 163   | 136   |
|                 | 1857. | 1869. | 1880. | 1890. | 1900. | 1910. | 1921. | 1931. | 1948. | 1953. | 1961. | 1971. | 1981. | 1991. | 2001. | 2011. | 2021. |